# Чадечанка
Чадечанка (словац. Čadečanka) — річка в Словаччині, права притока Чернянки, протікає в окрузі Чадця.
Довжина приблизно 8.4-8.7 км. Витік знаходиться в масиві Кисуцькі Бескиди на схилі гори Лєскова на висоті близько 780 метрів. Протікає територією міста Чадця — частини Чадечка і Подзавоз.
Впадає у Чернянку на висоті приблизно 420 метрів.